# Europees Fonds voor Regionale Ontwikkeling
Het Europees Fonds voor Regionale Ontwikkeling (EFRO) werd in 1975 in het leven geroepen om in achtergebleven gebieden bijstand te verlenen aan productieve investeringen en infrastructuur. In de jaren negentig ontstond het aparte Cohesiefonds gericht op hulp aan de armste lidstaten met milieuprojecten en vervoersinfrastructuur. Het maakt deel uit van de Structuurfondsen.
Het budget voor EFRO bedraagt in de periode 2007-2013 201 miljard euro, waarvan 830 miljoen voor Nederland. Nederland is ten behoeve van de subsidie verdeeld in 4 regio's: Noord, Oost, Zuid en West.